# Обжинки

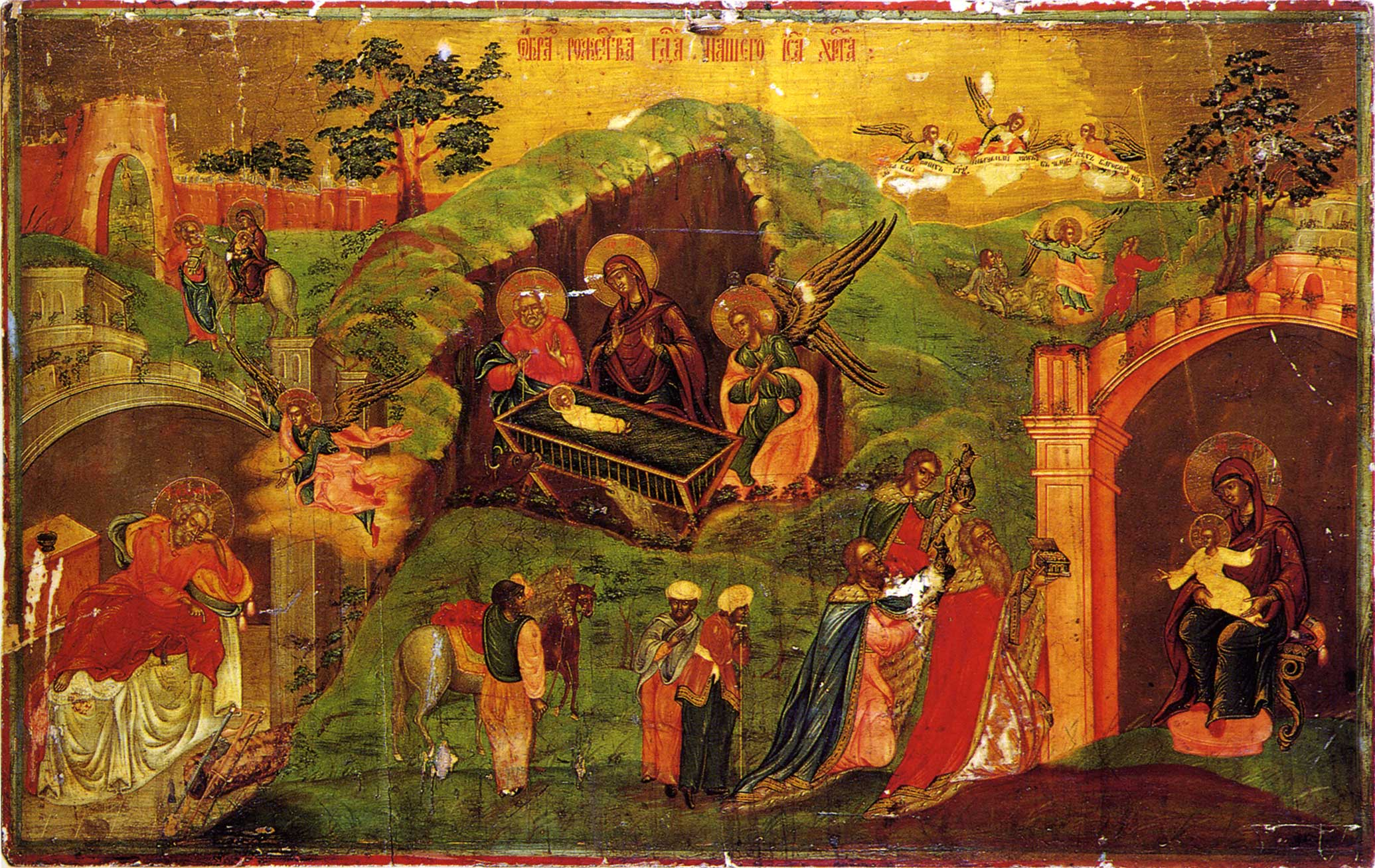
Уральская икона «Житие и успение пресвятой Богородицы». 1850 г.

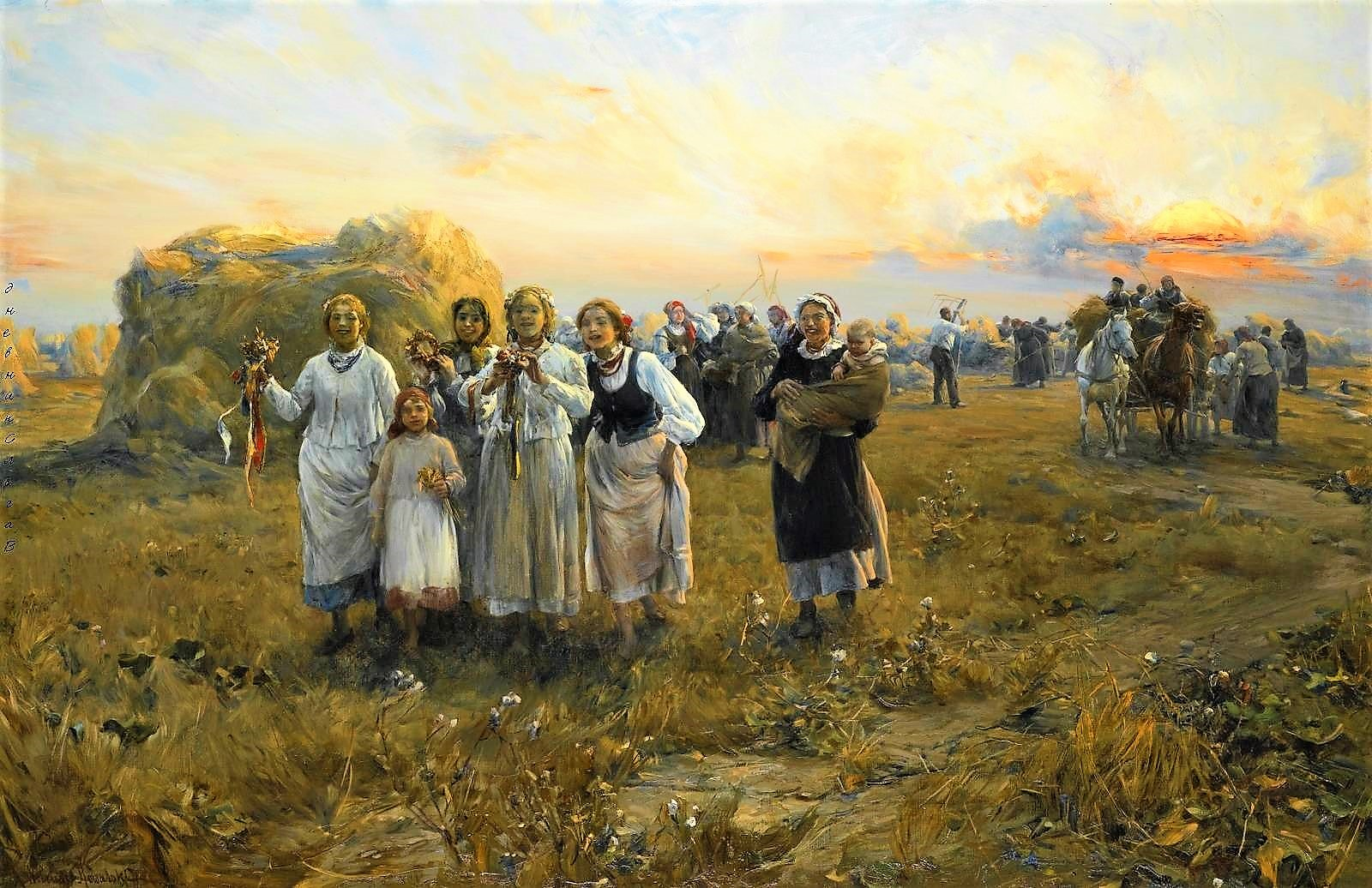
А. Ковальский-Веруш. Дожинки. 1910 г.

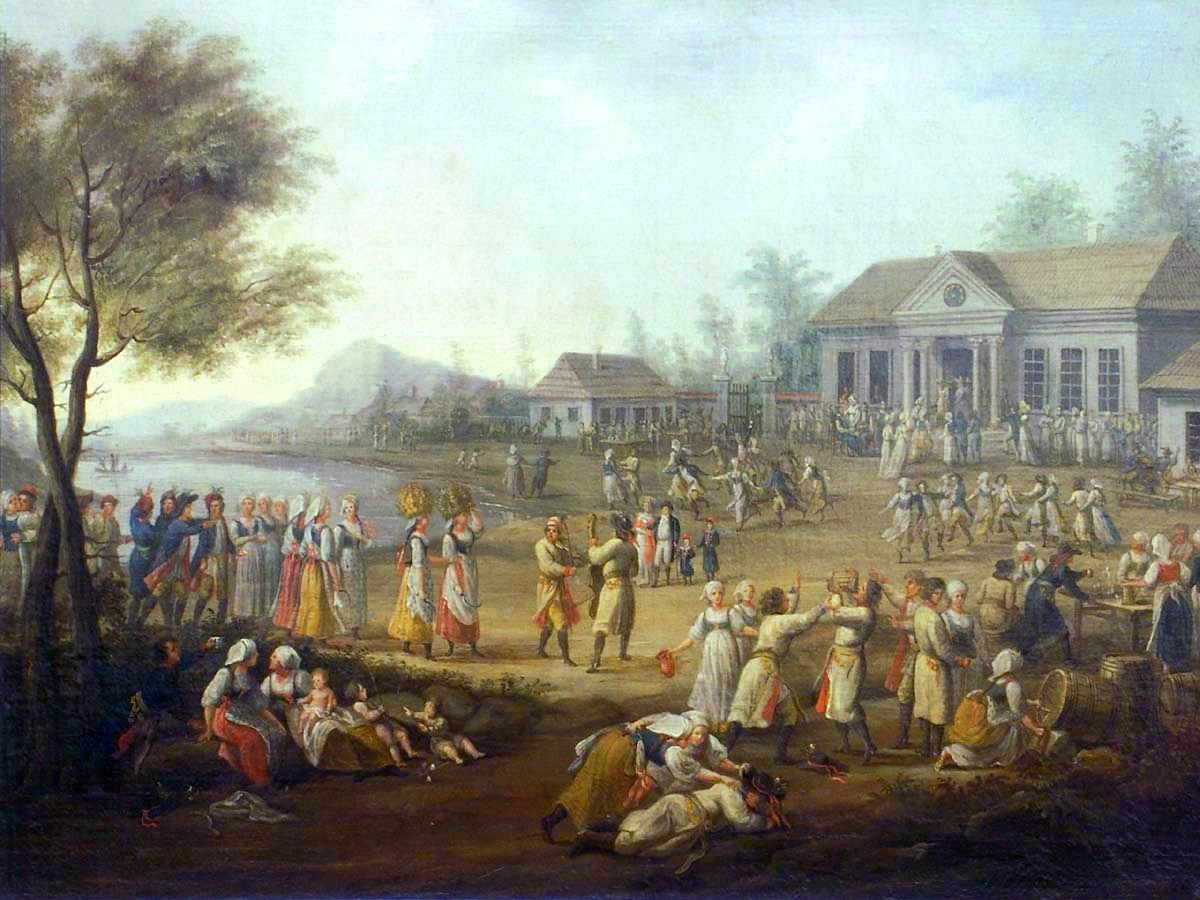
М. Стахович. Дожинки. 1821 г.

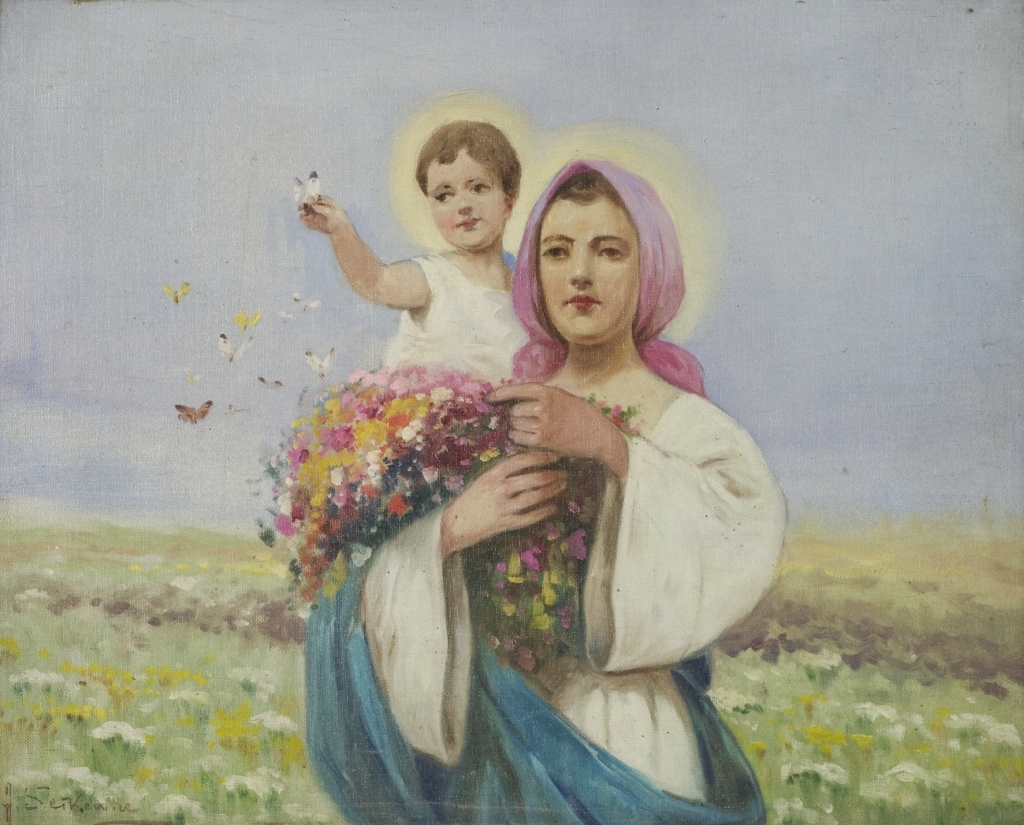
Адам Сеткович. Богородица травная (Matka Boska Zielna). 1930 г.

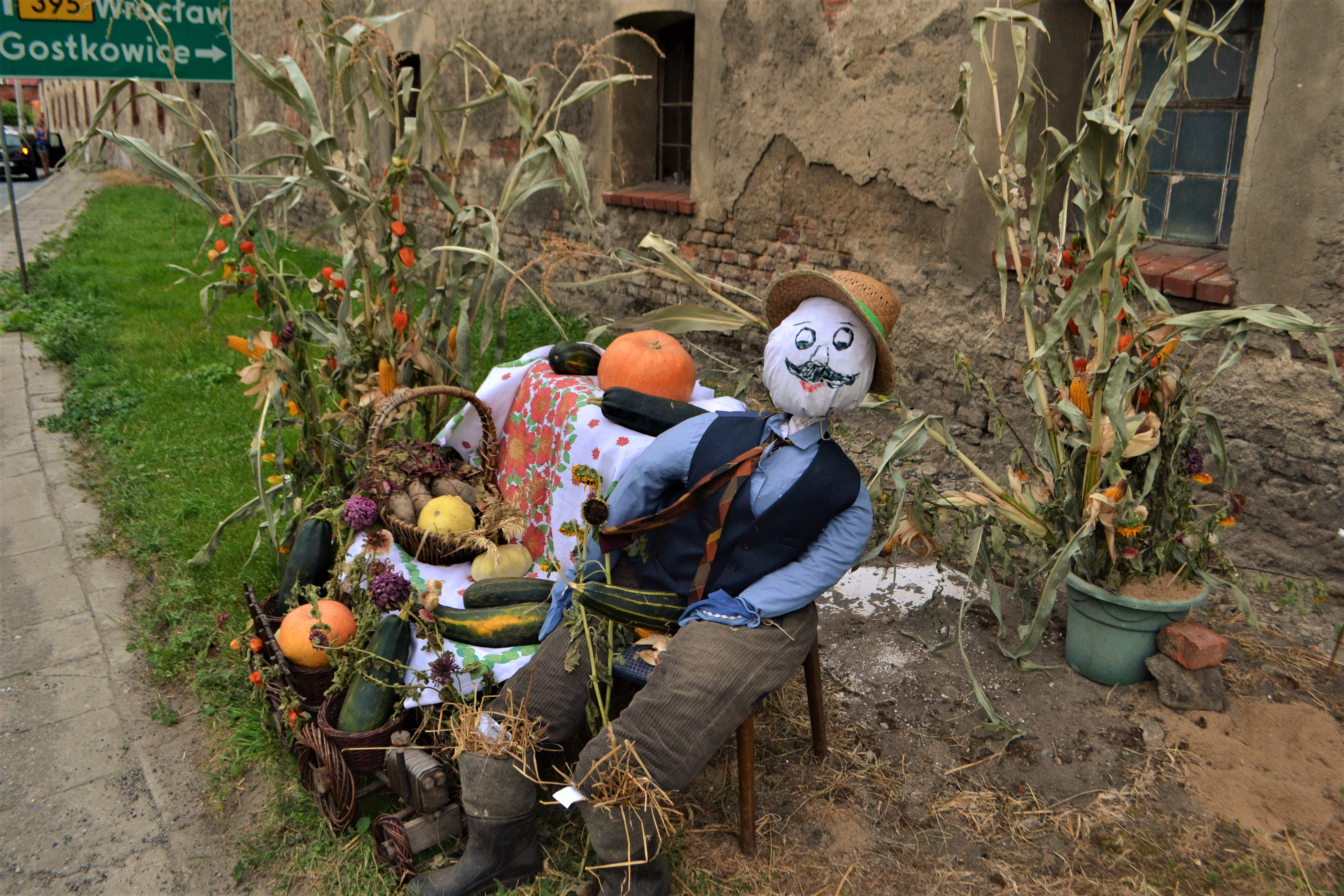
Обжинки. Нижняя Силезия, Польша. 2016 г.

Обжи́нки (Дожи́нки) — день народного календаря славян и обряд завершения жатвы хлебов, приуроченный к церковному празднику Успения. Отмечался как правило: восточными славянами — 15 (28) августа, славянами-католиками — 15 августа, болгарами и сербами — в конце сентября. Обжинки характерны прежде всего для восточно- и западно-славянской традиции; у южных славян праздник окончания уборки хлебов смещён на период обмолота зерна.
Праздник включал в себя ритуалы, связанные с дожиночным снопом, ритуал «завивания бороды», обливания жниц и праздничную трапезу.

## Другие названия
рус. Дожинки, Спожинки, Досевки, Оспожинки, Госпожинки, Госпожин день (летопис.), Спожиницы (торж.), Вспожинки, Спасов день, Дежень, Овсяница, Оложиницы, Засидки, Складчины, Осенины, Земля-именинница, Большая пречистая, Успенщина, Успение, Успенькин день, Фила, Фюла; бел. Талака, Спажа́, Сплине, Вспленье; укр. Перша Пречиста; болг. Голяма Бугройца; пол. Plon, Pepek (Пупок), Święto Matki Boskiej Zielnej, Matka Boża Owocowa, Matka Boska Wniebowzięta; чеш. Maria Kořenná na nebe vzeti, чеш. и словац. Dožinky, Obžinky, Dožata, Homola.

## Время проведения
В XIX — начале XX веков Обжинки справлялись в разное время в зависимости от климата и местности. У восточных славян Обжинки часто приурочивались к Успению, в Сибири совпадали с праздником Воздвижения (Здвиженья). В польском Поморье — в день св. Лаврентия (10 августа), у лужичан и кашубов — в день св. Варфоломея (24 августа). Болгары и сербы, приурочивая к молотьбе, отмечали часто в конце сентября. У западных славян-католиков день часто был связан с праздником Вознесения Девы Марии (пол. Święto Matki Boskiej Zielnej, 15 августа).
У поляков Обжинки отмечали после завершения уборки каждой из зерновых культур и в конце всей жатвы; последние нередко назывались «окренжна» — (пол. okrężna). В ряде мест Обжинки устраивались дважды: праздник по случаю уборки ржи в Вармии и Мазурии назывался plon (более старая форма), а после сбора с поля всех злаков — okrężyie и dożynki. В некоторых регионах Украины и Белоруссии Обжинки (Дожинки) справляли только в конце жатвы озимых, в других — только в конце жатвы яровых.
В Заонежье в некоторых деревнях молодёжь отмечала завершения жатвы 8 (21) сентября, выезжая на острова для проведения праздника.

## Выжанка
На исходе лета в хозяйстве, где осталось ещё не убранное поле, его дожинают толокой (то есть с добровольными помощниками).
Последний сноп жнут молча, чтобы не беспокоить «дух поля», который переселяется в него. По завершении работ жнеи катались по ниве со словами:

Жнивка, жнивка,

Отдай мою силку:

На пест,

На колотило,

На молотило,

На кривое веретено!
По старинному обычаю на сжатом поле оставляли небольшую часть не срезанных колосьев, связывая их лентой — завивают «бороду» — волотам, Волосу, Николе, Илье-пророку, «Божью бороду», «козу», «деда», «перепёлку»:

Уж мы вьём, вьём бороду

У Гаврилы на поле,

Завиваем бороду

У Васильевича да на широком,

У Васильевича да на широком.

На нивы великой,

На полосы широкой,

Да на горы на высокой,

На земле чернопахотной,

На землице на пахотной
В Полесье в последние колоски клали хлеб-соль. Обряд «завивания бороды» основан на представлении о духе поля, скрывающемся в последнем несжатом снопе.
В некоторых местах последний сноп связывали специальным небольшим свитком, хозяйка присаживается на сноп и приговаривает: «Ржица-матушка, народи на лето получше этой, а если такой, то не надо никакой».
Последний сноп — «именинник», он пользовался особым почётом: его наряжали в сарафан или обвивали ситцевыми платками. После из колосьев сплетали венок для самой пригожей девушки из толоки и с песнями несли на «пир честной», называемый «складчинами» «братчинами», «пировать Успенщину».
Если по пути домой встречался мужчина или хлопец, девушка снимала венок и надевала ему. Остальные прыгали вокруг и пели, требуя выкупа. Придя к хозяевам поля, девушка надевала венок хозяину на голову. Все входили в хату, где уже ждал ужин: блины с салом, яичница, мёд и густая каша — чтобы посевы были густые. Выпив, девушки запевали:
Как на нашей нивке

Сегодня дожинки.

Диво-диво!

Наш хозяин тетерев

За горилкой полетел,

Диво-диво!

А хозяйка тетера,

У те готова вечеря?

Встречайте со жнива,

Ой, диво-диво!
Наиболее рельефно товарищеское начало проявлялось в таких «толоках» или «выжанках», во взаимопомощи при окончании жатвы. Единственным вознаграждением лиц, явившихся на «выжанку», служило угощение. Заранее оповещалось, что у такого-то будет «выжанка». Женщины охотно шли на «выжанку», имея в виду возможность несколько повеселиться в разгар полевых работ, обеспечить себе подобную же помощь. Работали с песнями и шутками, один другого подбодряя. Успех работы при этом бывал настолько велик, что иные оставляли к «выжанке» добрую половину всей своей жатвы. Ф. М. Истоминым в 1893-м году в Костромской губернии записана довольно любопытная в бытовом отношении «помочанская» песня:
Ты хозяин наш, ты хозяин,

Всему дому господин!

Наварил, сударь, хозяин,

Пива пья-пьянова про нас!

Накурил, сударь, хозяин,

Зелёнова, братцы, вина!

Нам не до́рого, хозяин,

Твоё пиво и вино!

Дорога́, сударь да хозяин,

Пир-беседа со гостьми!

Во беседушке, хозяин,

Люди добрые сидят,

Басни ба-бают, рассуждают,

Речь хорошу говорят…
В Ярославской губернии последний сноп «дожина» являлся всегда снопом ярового хлеба. Жницы с поля несли его в свой дом и клали в передний угол или на передний «попавошник», или на лавку. Часто это сноп стоял в переднем углу под «божницей». В иных местах последним выступал овсяный сноп. Снопом этим на Покров день, хозяин дома «закармливал скот». Для этого он утром в Покров день шёл во двор и прежде всякого другого корма раздавал каждой скотине часть последнего снопа. Сноп этот раздавал в рукавицах — «чтобы скот зимою не зазяб».
В степных губерниях России начинали сеять озимые за три дня до Обжинок и заканчивали в течение трёх дней дня после этого дня. Сроки обычно корректировались в зависимости от погоды и уборки яровых. Иногда успевали отсеяться к Яблочному Спасу.
Утром, пред выходом на посев озимых, вся семья усердно молилась, хозяйка вручала мужу хлеб с солью. Сеяльщик клал на телегу три снопа ржи с прошлого урожая, а на них в мешках укладывал семена ржи. На поле засевальщика встречали дети с пирогом и грешневой кашей. После засева пирог и каша съедались там же всей семьёй.

## Иные обряды
Перед иконой «Прибавление ума» молятся об успешном обучении, о просвещении разума в учении.
В этот день святили жито и всё что растёт на поле, а также цветы. Поляки в этот день святили в костёлах зерновые культуры, горох, лён, овощи, фрукты, а также лекарственные растения, или травы, которые могли защитить от чародейства.
Большим событием в жизни крестьянской молодежи Тамбовской и Рязанской губерний было одевание на Успение первой понёвы девушкам 14—16-летнего возраста. Для этого ритуала было всего три праздника в году: Пасха, Семик-Троица и Успение. Одевание первой понёвы на Пасху и Троицу давало возможность понёвницам участвовать в весенних и летних девичьих хороводах, одевание понёвы на Успение — в молодёжных осенних посиделках.
На Украине с этого дня и до Покрова начинали засылать сватов: «Пришла Пречистая — принесла сватов нечистая» (укр. Прийшла Пречиста — принесла старостів нечиста).
В Полесье «на дожынки подают четверть водки и петуха; или петуха, яичницу, рыбу и поросёнка; петух должен быть подан обязательно». В священном городе балтийских славян Арконе на дожинки делался огромный пирог, и перед застольем жрец прятался за него и спрашивал у собравшихся — видят ли его и, услышав, что не видят, желал всем, чтобы на следующий год они также не смогли его видеть за урожаем хлеба.
В Обжинки же, как в весенние вечера, собирались парни и девушки под открытым небом. Тут забавы и игры, пение песен и пляска под музыку. На Обжинки нередко собирались пожилые, чтобы «полюбоваться юной резвостию»; молодые женщины приходили украдкой, чтобы повеселиться и погоревать о своей неволе.
В Словении считается последним днём лета или первым днём осени, с которого охлаждается вода и уже не купаются.
У болгар это был один из праздников урожая. В некоторых районах устраивались общесельские трапезы с поеданием жертвенных животных. Во время празднования танцевали общесельский хоровод (болг. хора), на который полагалось выйти в новой одежде. В хороводе участвовали не зависимо от возраста, начинал его наиболее удачливый в прошедшем сезоне хозяин.

## Рябиновые ночи
С этого дня бывают «рябиновые ночи». Интересную запись, сделанную в Полесье о рябиновых ночах, приводит Чеслав Петкевич. «Рябиновая ночь бывает меж Пречистыми (15.08—8.09 по ст. стилю) и не дай Боже, штоб она у леси застигла хришчёного человека. Перуны бьють один за одним, страшенный ливень льёт и сховаться некуда, а блискавица блись, да блись, здаётся, что весь свет горит. У эту ночь рябки (рябчики) як поразлетаются по всему лесу, то уже так и живуть по одиночки. За этим-то эта ночь зовётся рябиновая».

## Фестивали «Дожинки»
В Польше с 1927 по 1938 годы в Спале ежегодно проходил фестиваль «Дожинки президентские в Спале», проводившийся в том числе и на территории Западной Белоруссии. В 2000 году были возрождены как «Дожинки президентские».
В Белоруссии с 1996 года ежегодно проводится Республиканский фестиваль-ярмарка тружеников села «Дожинки» (бел. Рэспубліканскі фестываль-кірмаш працаўнікоў вёскі «Дажынкі»).

## Поговорки и приметы
- Начало Молодого бабьего лета или лета молодух (настоящее бабье лето начинается с 29 августа (11 сентября))[49].
- Молодое бабье лето ведряное — жди ненастья на старое[50].
- На Успенье огурцы солить, на Сергия капусту рубить[51].
- Спажа — хлеба дежа (бел. Спажа́ — хлеба дзяжа)[3].
- Первая пречистая жито засевает, а Вторая помогает (укр. Пе́рша жито засіває, а Друга помагає)[52].
- Пречистая мать (успение) засевает, а Покров собирает[53].